# Сан Ра
Сан Ра (англ. Sun Ra; 22 травня 1914, Бірмінгем, (Алабама, США)—30 травня 1993, там же) — творчий псевдонім американського джазового музиканта та композитора Германа Пула Блаунта, відомого перш за все як керівника The Sun Ra Arkestra. Сан Ра відіграв важливу роль у історії музики XX ст. Самопроголошений іноплянетянин і творець власної неповторної мітолоґії, він виробив один з най ориґінальніших джазових стилів, що отримав назву «космічний джаз» (space jazz).

## Біоґрафія
Герман Пул Блаунт, майбутній «космічний прибулець» Сан Ра, народився 22 травня 1914 року в Бірмінгемі (штат Алабама). 1934 року він став лідером свого першого джаз-бенду — Sonny Blount Orchestra. Пізніше працював з різними музикантами, аж поки в 1946 році не переїхав до Чикаго, де грав на піаніно з Флечером Гендерсоном, а 1952 року організував свій оркестр, відтоді відомий як The Sun Ra Arkestra.
Головними виконавцями колективу були тенор-саксофоніст Джон Ґілмор (з 1953), альт-саксофоніст Маршалл Еллен (з 1954) і баритон-саксофоніст Пет Петрик (з 1954). Роль інших музикантів полягала у додаванні музиці ансамблю «колориту». Це стосувалось насамперед ударників. Але часто музиканти грали на різних інструментах.
Оркестр Сан Ра розпочиниав зі звичайного, трохи старомодного свінгу, в якому відчувався сильний вплив Дюка Еллінгтона. Згодом — під впливом музики Телоніуса Монка — гурт почав грати у стилі бопу. Перші платівки оркестру, видані на власнній студії звукозапису Saturn (або El-Saturn), були збірками коротеньких дивертисментів у жанрі бібопу.
У 1961 році кількість оркестрантів зменшилася, і вони переїхали до Нью-Йорку. Тут Сан Ра почали асоціювати з фрі-джазовою сценою. Записаний 1962 року альбом «Secrets of the Sun» (вийшов 1965 року) містив психоделічні, але доти ще короткі імпровізації «Solar Differentials» і «Solar Symbols». Далі пішли менш раціональні записи. На другій стороні платівки «When Angels Speak of Love» (1966, запис 1963) звучала вже 18-хвилинна «Next Stop Mars». Першу сторону грамплатівки «Other Planes of There» (1966, запис 1964) повністю займала 22-хвилинна однойменна імпровізація. Платівка «Strange Strings» (1967; запис 1966) складалася з двох джем-сесій: результату зловживання ревербератором «Worlds Approaching» і вакханалії «Strange Strings».
З березня 1966 по кінець 1967 року оркестра Сан Ра щопонеділка грала у нью-йоркському клубі Slug's Saloon (колишньому українському ресторані та місці зустрічі наркодилерів): ця серія виступів призвела до своєрідного прориву — визнання у нової, ширшої авдиторії. У цей період популярність Сан Ра сягнула свого першого піку (в першу чергу в гурті «бітників» і перших любителів психоделічної музики). Згодом коло його шанувальників розширилося, до них приєдналися джазові критики та джазові музиканти, зокрема Діззі Гіллеспі та Телоніус Монк.
Альбом «The Heliocentric Worlds of Sun Ra, Vol. 1» (1966, запис 1965), що вийшов не на Saturn, а на лєйблі ентузіаста фрі-джазу з Нью-Йорку Бернарда Столмена ESP-Disk, звучав гіпнотично. Його продовження — The Heliocentric Worlds of Sun Ra, Vol. 1 (1966, запис 1965) — був колосальним твором космічного джазу: 17-хвилинний абстрактний ембійєнт «The Sun Myth» і 14-хвилинне крещендо Cosmic Chaos належали радше до камерної музики, ніж до фрі-джазу. Апогеєм творчости Сан Ра у цей період стала платівка «The Magic City» (1966, запис 1965), особливо однойменна 27-хвилинна сюїта для великого ансамблю, що складався з клавішних, тромбона, саксофонів, флейти, кларнета, контрабаса й ударних. У записі крім самого Сан Ра (піаніно, клавійоліна) взяли участь провідні виконавці оркестру — Джон Гілмор (тенор-саксофон), Маршалл Еллен (альт-саксофон, флейта, гобой) і Алі Хассан (тромбон).
Наприкінці 1960-х захоплення синтезатором, електронними ефектами й експериментами зі створення ансамблів з незвичним поєднанням інструментів призвело до появи нових шедеврів: епічної 22-хвилинної «Atlantis» з однойменного альбому 1969 року (запис 1967), 20-хвилинної «Continuation to Jupiter Festival» з «Continuation» (1970, запис 1968) і електронної «The Code of Interdependence» з «My Brother the Wind» (1970).
1968 року «Аркестра» переїхала до Філадельфії, де базувалася до самої смерти свого засновника та керівника. Студійні записи 1970-х почали включати свінґ-стандарти та дедалі частіше звучати як «звичайний», а не психоделічний джаз другої половини з 1960-х. Одначе як платівки, так і — особливо — концертні виступи залишалися надзвичайно еклєктичними. Зазвичай, кожна платівка включала щонайменш одну тривалу імпровізацію або всієї оркестри, або одного з інструментів — частіше за все синтезатора. Безумство «зашкалює» на 13-хвилинному джемі «Nidhamu» з однойменної платівки (1972, запис концерту 1971 року в Каїрі, Єгипет), 18-хвиленному «Cosmo Fire» з «Astro Black» (1973, запис 1972), 21-хвилинній «Space Is the Place» з однойменного альбому (1973, запис 1972), 24-хвилинный «Discipline 27-II» (1973) та багатьох инших (загалом у 1970-ті вийшло більше 40 студійних і концертних платівко).
Наприкінці 1970-х на концертах «Аркестри» з'явилося величезне елєктронне створіння Outerspace Visual Communicator (інженера Білла Себестійєна), що прямо на сцені ілюструвало музику кольоровою «психоделічною» ґрафікою. Традиційний бік «космічного джазу» Сан Ра цього періоду, що демонструє його зв'язок з витоками джазу (колєктивною імпровізацією великої оркестри), у поєднанні з фанком представляють платівки «Cosmos» (1976), «Lanquidity» (1978), «On Jupiter» (1979), «Sleeping Beauty» (1979), «Strange Celestial Road» (1980).
В середині 1970 «Аркестра» іноді по суботах грала безкоштовні концерти в парку Джьорментаун, що неподалік їхньої дому. В осені 1979 Сан Ра та його товариші грали як постійний гурт в Squat Theatre (Нью-Йорк), що зазвичай слугував сценою для угорського аванґардного театру. Але в осені 1979 трупа була відсутня, і керівник театру переобладнав його у нічний клюб. Крім Сан Ра він став місце виступу для Деббі Геррі (Blondie), Джона Кейла (колишнього учасника Velvet Underground), Ніко, Джона Лурі та Lounge Lizards, а також инших аванґардних і поп-виконавців.
1980-ті минули у записах і концертах. 1990 року у Сан Ра був інсульт, але він продовжував писати музику, виступати та виконувати обов'язки керівника «Аркестри». У цей час Сан Ра кілька разів виступав на розігріві у нью-йоркського нойз-рок-гурту Sonic Youth. Відчуваючи, що він занадто хворий для гастролей, Сан Ра призначив керівником оркестри Джона Гілмора.
Навесні 1993 року музикант поїхав до рідного Бірмінгему, щоб побачитися із сестрою, яку не бачив майже 40 років. Там захворів на запалення легенів і 30 травня помер. Його поховано на тамтешньому цвинтарі Елмвуд.
Ще до смерти Сан Ра «Аркестру» очолив Ґілмор. Після смерти останнього 1995 року музиканти виступали та навіть записували платівки під художнім керівництвом саксофоніста Маршалла Еллена. Влітку 2004 року вони стали першим американським джаз-бендом, що виступив у Тиві, у південному Сибіру, де грали на місцевого музичного фестивалі. Станом на 2011 рік оркестра Сан Ра продовжувала давати концерти, зокрема зіграла на Мельбурнському міжнародному джазовому фестивалі (Австралія).

## Цікавинки
- Оркестра Сан Ра випускала платівки під десятками варіянтами своєї назви. Серед них: Astro Intergalactic Infinity Arkestra, Astro Infinity Arkestra, Cosmo Discipline Arkestra, Intergalactic Arkestra, Intergalactic Research Arkestra, Myth Science Arkestra, Myth Science Solar Arkestra, Omniverse Arkestra, Solar Arkestra, Solar Myth Arkestra, Space Arkestra тощо.

## Дискоґрафія
- Super-Sonic Jazz (LP, El-Saturn, 1957)
- Jazz in Silhouette (LP, El-Saturn, 1959)
- The Nubians of Plutonia (LP, Saturn, 1960)
- The Futuristic Sounds of Sun Ra (LP, Savoy, 1962)
- When Sun Comes out (LP, Saturn, 1963)
- Secrets of the Sun (LP, Saturn, 1965)
- Art Forms of Dimensions Tomorrow (LP, Saturn, 1965)
- The Magic City (LP, Saturn, 1966)
- When Angels Speak of Love (LP, Saturn, 1966)
- Other Planes of There (LP, Saturn, 1966)
- The Heliocentric Worlds of Sun Ra, Vol. 1 (LP, ESP-Disk, 1966)
- Cosmic Tones for Mental Therapy (LP, Saturn, 1967)
- Atlantis (LP, Saturn Research, 1969) Записи 1967—1969 рр.
- Continuation (LP, El Saturn, 1970) Записи 1968 року.
- My Brother the Wind (LP, Saturn, 1970)
- Bad and Beautiful (LP, Saturn, 1972) Записи 1961 року.
- Nidhamu (LP, El-Saturn, 1972) Запис виступів у Hartmut Geerken 12 грудня 1971 і Ballon Theater 17 грудня 1971 (обидві залі в Каїрі).
- Astro Black (LP, Impulse!, 1973) Запис 1972 року.
- Space Is the Place (LP, Blue Thumb, 1973) Запис 1972 року.
- Discipline 27-II (LP, El-Saturn, 1973) Запис 1972 року.
- The Antique Blacks (LP, El-Saturn, 1974) Запис живого виступу у Філадельфіі 17 серпня 1974.
- Pathways To Unknown Worlds (LP, ABC, 1975) Запис 1973 року.
- Cosmos (LP, Blue Silver, 1976)
- Lanquidity (LP, Philly Jazz, 1978)
- Disco 3000 (LP, El-Saturn, 1978) Запис живого виступу у Teatro Ciak (Мілан, Італія) 23 січня 1978.
- Live At Montreux (2xLP, Inner City, 1978) Запис живого виступу на джазовому фестивалі у Монтрьо (Швайцарія]) 9 липня 1976.
- Sleeping Beauty (LP, El-Saturn, 1979)
- Strange Celestial Road (LP, Y, 1980)
- Sunrise in Different Dimensions (2xLP, Hat Hut, 1981) Запис живого виступу у Gasthof Mohren ([Віллізау, Швайцарія]) 24 лютого 1980.
- Nuclear War (LP, Y, 1982)
- Reflections in Blue (LP, Black Saint, 1987) Запис 1986 року.
- Hours After (LP, Black Saint, 1989) Запис 1986 року.
- Blue Delight (LP/CS, A&M, 1989) Запис 1988 року.
- Purple Night (CS/CD, A&M, 1990) Запис 1989 року.
- Mayan Temples (CD, Black Saint, 1990)
- Somewhere Else (CD, Rounder, 1993) Записи 1988 і 1989 рр.